# Be the Reds!
Be the Reds! (англ. Будьте красными!, кор. 비 더 레즈!) — слоган, появившийся во время чемпионата мира по футболу 2002 года и созданный в поддержку сборной Южной Кореи. В слогане содержится прямая отсылка на красный цвет, который был основным цветом формы футбольной сборной, и на фан-клуб сборной «Red Devils» (в честь прозвища клуба «Манчестер Юнайтед»). Слоган стал одним из символов южнокорейского футбола.

## Применение
Во время чемпионата мира и в первые годы после него в Южной Корее благодаря стараниям фан-клуба «Red Devils» стали массово продаваться вещи с лозунгом «Be the Reds». Впервые он появился на красных футболках, а сам текст был белого цвета. В 2002 году были проданы несколько миллионов таких футболок. Позже с этим слоганом стали продаваться другие товары: головные уборы, банданы, носки, обувь, нижнее бельё, полотенца, рюкзаки и т.д. На матчах чемпионата мира почти все корейские болельщики носили атрибутику с этим лозунгом, а некоторые даже наносили этот лозунг краской на лица.
В связи с тем, что слоган не был торговой маркой, «Be the Reds» появились абсолютно на всех товарах народного потребления. Вещи с этой фразой стали продаваться во всех магазинах фанатской атрибутики в Южной Корее. Изначально букву «R» в слогане считали стилизованным написанием числа «12», которое было отсылкой к «двенадцатому игроку» — болельщикам сборной.

## Скандалы
В 2003 году неизвестные приобрели права на фразу как торговую марку и стали продавать фирменные товары, надеясь получить огромную прибыль. Однако человек, который первым предложил изображать лозунг на футболках, закрепил за собой авторское право на шрифт и заставил неизвестных продавать футболки с надписью, записанной с помощью другого шрифта. Те потерпели неудачу, и с 2003 года товары с этим лозунгом не производятся. Корейская футбольная ассоциация в настоящее время вводит в оборот другие похожие лозунги: «Reds Go Together!» (англ. Красные, вперёд!) для ЧМ-2006, а также «All the Reds!» (англ. Все красные!) и «The Shouts of Reds! United Korea!» (англ. Крики красных! Объединённая Корея!) для ЧМ-2010.

## Иное применение
- Лозунг «Be the Reds!» в разное время был популярен среди фанатов японского футбольного клуба «Урава Ред Даймондс» и даже американского бейсбольного клуба «Цинциннати Редс».
- В конце 2002 года один из героев чемпионата мира Ан Джон Хван перешёл в японский «Симидзу С-Палс». Поскольку оранжевый был главным клубным цветом, то группа болельщиков начала продавать футболки с надписью «Be the Orange!» — парафразом корейского девиза. Однако было продано очень мало футболок.
- В начале 2000-х годов в Лондоне корейские бизнесмены выкупили интернет-кафе Cyberia и переименовали в «Be The Reds», а затем в BTR.